# Letiště Nice
Letiště Nice Côte d'Azur (francouzsky Aéroport Nice Côte d'Azur nebo Letiště Nice, (IATA:NCE, ICAO: LFMN) se nachází 5,9 km jihozápadně od města Nice ve francouzském regionu Provence-Alpes-Côte d'Azur. Vzdálenost letiště od centra města je 7 km na západ a je to hlavní brána pro cestující do oblasti Côte d'Azur. Letiště je třetí nejvytíženější ve Francii po letištích Charlese de Gaulla a Orly v Paříž i. Nachází se na západním konci promenády Camin deis Anglés, nedaleko l'Arénas a má dva terminály. Vzhledem ke krátké vzdálenosti od Monackého knížectví je to pro něj i státní letiště. Letiště a Monako spojuje vrtulníková doprava.
V roce 2011 přepravilo letiště 11 222 042 cestujících, což představuje více než 7% nárůst oproti roku 2011, kdy letištěm prošlo 10 455 640 cestujících. Své základny na letišti mají společnosti Air France a easyJet.

## Služby
Oba terminály jsou propojeny bezplatnou autobusovou dopravou, která spojuje i parkoviště s terminály. Business centrum se nachází v Terminálu 1 a obsahuje osm místností a konferenčních místností s kapacitou 250 osob. Na letišti je devět parkovišť. Autobusy jezdí mezi letištěm a vlakovým nádražím v Nice. Vlakové nádraží Nice-Saint-Augustin se nachází v blízkosti letiště (asi 15 minut pěšky).

## Vybavení
Letiště se rozkládá na ploše více než 3,70 km2 z toho 2,70 km2 jsou dvě paralelní dráhy a dva terminály pro cestující a nákladní terminál. Jeho kapacita je 13 milionů cestujících.
Terminál 1
- 52 000 m2 : Vnitrostátní lety, lety vrámci Schengenu a lety mimo zemí Schengenu
- 25 východů
- Kapacita: 4,5 milionu cestujících

Terminál 2
- 57 800 m2 : Vnitrostátní lety, lety vrámci Schengenu a lety mimo zemí Schengenu
- 29 východů
- Kapacita: 8,5 milionu cestujících

Nákladní terminál
- Kapacita 30 000 tun za rok